# Ungleichzeitigkeit
Ungleichzeitigkeit ist ein Begriff, der durch den Philosophen Ernst Bloch geprägt wurde. Bloch benutzte Ungleichzeitigkeit zunächst in den 1930er Jahren, um die Attraktivität des Nationalsozialismus erklärbar zu machen, und verwandte den Begriff Anfang der 1960er Jahre erneut im Hinblick auf kulturimperialistische Fragestellungen und gegen relativistische Kulturkreistheorien.
In seiner Auseinandersetzung mit dem Nationalsozialismus in seinem 1935 in Zürich erschienenen Buch Erbschaft dieser Zeit wird die Ungleichzeitigkeit auf das Nebeneinander verschiedener Stufen des gesellschaftlichen Fortschritts in einer Gesellschaft bezogen: Nicht alle Milieus und Bereiche der Gesellschaft durchlaufen die Fortschrittsprozesse in gleicher Weise und gleich weit, so dass daraus eine „Schieflage“ zur jeweiligen Modernität der Gesellschaft resultiert. Blochs Analyse der Ungleichzeitigkeit widerspricht zugleich den orthodoxen marxistischen Analysen des Nationalsozialismus, die laut Bloch nur die „Gleichzeitigkeit“ im Widerspruch der Produktionsverhältnisse wahrnähmen (Kapitalbesitz versus Zwang zur Lohnarbeit) und die ungleichzeitigen, historischen Widersprüche ignorierten.

## Zur Ungleichzeitigkeit des Kleinbürgertums
Blochs Entsetzen über die Kriegsbegeisterung der Deutschen im Ersten Weltkrieg, auch seiner Lehrer Max Scheler und Max Weber und deren Unzugänglichkeit gegenüber rationalen Argumenten und gegenüber kriegsbedingtem menschlichen Leid, führte nicht nur zu Blochs erster Emigration, sondern auch zu dessen politischer Neuorientierung und zum kritischen Blick auf die deutsche Geschichte. Im ersten großen Werk seiner zweiten Emigration, der anti-faschistischen Analyse Erbschaft dieser Zeit (1935), entwickelte Bloch seine Theorie der Ungleichzeitigkeit: Deutschland ist für Bloch „das klassische Land der Ungleichzeitigkeit“, da von den Bauernkriegen, über 1848 bis zur Novemberrevolution 1918 keine Revolution gewonnen worden sei und sich somit antiquierte Einstellungen halten konnten.
Bloch erklärte, dass die Gleichzeitigkeit des Ungleichzeitigen eines der Kennzeichen der Moderne sei. Er meinte damit den Zusammenhang von technischem Fortschritt, Rationalität und mentaler Modernitätsverweigerung, wie er sich ihm im Nationalsozialismus als vom „kleinbürgerlichen Pack“ getragenen „schiefen Statthalter der Revolution“ besonders deutlich darstellte.
Die Attraktivität des Nationalsozialismus sei unter anderem durch ungleichzeitige Widersprüche im Kapitalismus zu erklären, die zum gleichzeitigen Hauptwiderspruch zwischen Kapitaleigentümern und Lohnarbeitern „schief“ hinzukämen. Durch die fehlenden Revolutionen in Deutschland seien bestimmte Schichten („Kleinbauern“, „Kleinproduzenten“, „Kleinhändler“ und Angestellte als kleinbürgerlicher Sonderfall) nicht nur rückständig („unechte Ungleichzeitigkeit“), sondern in ihren anachronistischen Produktionsweisen („echte Ungleichzeitigkeit“) verflochten mit dem Kapital. Die marxistische Analyse dürfe daher nicht nur kalt den gleichzeitigen Widerspruch analysieren, sondern müsse auch den Wärmestrom unabgegoltener Kämpfe und Utopien berücksichtigen.

## Ungleichzeitiger Fortschritt im „Multiversum“
In der Tübinger Einleitung zur Philosophie Anfang der 1960er Jahre bezog Bloch Ungleichzeitigkeit auf unterschiedlichen Fortschritt. Hier distanzierte er sich von der „reaktionären Kulturkreistheorie“, da alle Kulturen denselben dialektischen Gesetzen in ihrer Entwicklung unterworfen seien und auf denselben Zielinhalt der Menschlichkeit (einendes „konkret-utopisches Humanum“) in einem „Reich der Freiheit“ bezogen wären. Bloch spricht hier vom „Multiversum“:

„Der Fortschrittsbegriff duldet keine 'Kulturkreise', worin die Zeit reaktionär auf den Raum genagelt ist, aber er braucht statt der Einlinigkeit ein breites, elastisches, völlig dynamisches Multiversum, einen währenden und oft verschlungenen Kontrapunkt der historischen Stimmen.“

## Gleichzeitigkeit des Ungleichzeitigen
In seinem Buch "Erbschaft dieser Zeit" erklärte Ernst Bloch den Begriff Gleichzeitigkeit des Ungleichzeitigen wie folgt:
„Nicht alle sind im selben Jetzt da. Sie sind es nur äußerlich, dadurch, dass sie heute zu sehen sind. Damit aber leben sie noch nicht mit den anderen zugleich. Sie tragen vielmehr Früheres mit, das mischt sich ein. Je nachdem, wo einer leiblich, vor allem klassenhaft steht, hat er seine Zeiten. (…) Verschiedene Jahre überhaupt schlagen in dem einen, das soeben gezählt wird und herrscht. Sie blühen auch nicht im Verborgenen wie bisher, sondern widersprechen dem Jetzt; sehr merkwürdig, schief, von rückwärts her.“
Für Bloch war das Konzept der Gleichzeitigkeit des Ungleichzeitigen eine Erklärungshilfe für die Entstehung des Faschismus. Vor allem in den Geschichtswissenschaften und Sozialwissenschaften wird dieser Begriff oft noch rezipiert.

## Rezeption
Ernst Blochs Widerspruchsthese wurde in den letzten Jahrzehnten kulturwissenschaftlich, historisch und soziologisch aufgenommen: Mitte der 1980er Jahre skizzierte der US-amerikanische Zeitgeschichtler Jeffrey Herf das Leitkonzept „reactionary modernism“ mit der zentralen Unegalität von technisch-produktivem Fortschritt und human-moralischer Rückständigkeit speziell in der deutschen Gesellschaft.
Gleichzeitigkeit und Ungleichzeitigkeit, Simultaneität und Multidimensionalität im Allgemeinen und raumzeitlich gegebene Mehrschichtigkeit aller gesellschaftlichen Vorgänge und Sozialprozesse im Besonderen ist Ende der 1980er Jahre vom britischen Historiker Eric J. Hobsbawm methodisch konturiert als „the multidimensionality of human beings in society“ bezeichnet worden. Diese Vorstellung der Vielschichtigkeit des Menschen, des Lebens, des menschlichen Lebens und der multiplen Handlungsmöglichkeiten des lebenden Menschen geht hinaus über weberianisch-soziologische Eindimensionalität, der zufolge „das Streben nach Einkommen die unvermeidlich letzte Triebfeder allen wirtschaftlichen Handelns ist“.
Anfang der 1990er Jahre hat der Sozialwissenschaftler Richard Albrecht Blochs These der Ungleichzeitigkeit als theoretisches Konzept und methodologischen Leitfaden für historisch-kulturwissenschaftliche Forschungen wiederaufgenommen und als empirisch sowohl offen als auch verdeckt auftretende „Gleichzeitigkeit des Ungleichzeitigen“ und „Ungleichzeitigkeit des Gleichzeitigen“ systematisiert.

### Primärliteratur
- Ernst Bloch: Erbschaft dieser Zeit. 14.–15. Tsd. Suhrkamp, Frankfurt am Main 1985, ISBN 3-518-01388-2 (Bibliothek Suhrkamp 388).
- Ernst Bloch: Über Ungleichzeitigkeit, Provinz und Propaganda. [1974]. In: Ernst Bloch: Gesamtausgabe. Ergänzungsband: Tendenz – Latenz – Utopie. Suhrkamp, Frankfurt am Main 1978, ISBN 3-518-07179-3.
- Ernst Bloch: Tübinger Einleitung in die Philosophie. Einmalige Sonderausgabe. Suhrkamp, Frankfurt am Main 1996, ISBN 3-518-13308-X (Edition Suhrkamp 3308).

### Sekundärliteratur
- Peter Zudeick: Der Hintern des Teufels. Ernst Bloch – Leben und Werk. Durchgesehene und verbesserte Studienausgabe. Elster-Verlag, Moos/Baden-Baden 1987, ISBN 3-89151-043-8.
- Hermann Bausinger: Ungleichzeitigkeiten. Von der Volkskunde zur empirischen Kulturwissenschaft. In: Helmut Berking, Richard Faber (Hrsg.): Kultursoziologie – Symptom des Zeitgeistes? Königshausen & Neumann, Würzburg 1989, ISBN 3-88479-408-6, S. 267–285, (PDF; 170 KB).
- Roger Behrens: Die Ungleichzeitigkeit des realen Humanismus. Konsequenzen, Experimente und Montagen in kritischer Theorie. Junghans, Cuxhaven 1996, ISBN 3-926848-54-5 (Essay Philosophie 7).

## Weblink
- Richard Albrecht: Tertium – Ernst Bloch’s Foundation of ‚The Utopian Paradigm‘ As a Key Concept Within Cultural and Social Sciences Research Work